# Bertha Heiges
Bertha Heiges Caldwell (nació en Pennsylvania, 29 de junio de 1866– falleció el 26 de mayo de 1956 en San Diego, California) fue una ilustradora botánica estadounidense, que se especializó en pinturas de frutas para el Departamento de Agricultura de los Estados Unidos (USDA). Su trabajo se conserva actualmente en la Pomological Watercolor Collection del USDA, está considerada una de las más prolíficas entre los primeros artistas de la institución. Heiges fue una de las artistas del USDA y se convirtió en una de las más prolíficas del grupo, contribuyendo con unas 600 de las 7500 pinturas de la Pomological Watercolor Collection.

## Trayectoria
Bertha Heiges Caldwell hizo su formación artística en Pennsylvania Estados Unidos, comenzó a pintar las flores silvestres de América, así como lirios y otras flores.
Después fue contratada por el Departamento de Agricultura de los Estados Unidos como ilustradora científica de variedades botánicas creadas para el USDA entre los años 1886 y 1942 junto con alrededor de cinco docenas de artistas. Cuyos trabajos forman parte de la Colección de Acuarelas Pomológicas alojada por la Biblioteca Agrícola Nacional de los Estados Unidos « United States National Agricultural Library » es un recurso único que documenta los cultivares de frutas y nueces existentes, las nuevas introducciones y los especímenes descubiertos por los exploradores de plantas del USDA, representando 38 familias de plantas en total. Se la ha calificado como "una de las colecciones más inusuales del mundo de ilustraciones botánicas estadounidenses de finales del siglo XIX y principios del XX".
Casi todas las 7584 acuarelas de la colección fueron creadas por solo nueve de los artistas, de los cuales seis eran mujeres. Los tres principales contribuyentes fueron Deborah Griscom Passmore, Amanda Almira Newton y Mary Daisy Arnold, quienes pintaron más de 1000 acuarelas cada una y entre ellas son responsables de la mitad de la colección. Las acuarelas de Passmore en particular han sido llamadas las mejores hechas por los primeros ilustradores del USDA y un tesoro nacional. Entre los otros artistas más prolíficos estaban Royal Charles Steadman (más de 850 acuarelas), J. Marion Shull (quien más tarde se convirtió en una reconocida fitomejoradora; más de 750 acuarelas), Ellen Isham Schutt (más de 700), Bertha Heiges (más de 600), Elsie E. Lower (más de 250), William Henry Prestele (más de 100), y el reconocido micólogo Louis Charles Christopher Krieger.
El período comprendido entre 1886 y 1916, cuando se pintaron la mayoría de estas acuarelas, fue una época en la que las principales regiones frutícolas de Estados Unidos apenas empezaban a emerger, ya que los agricultores colaboraban con el USDA para establecer huertos y expandir los mercados. La fotografía aún no se usaba ampliamente como medio documental, por lo que el gobierno dependía de artistas para producir dibujos técnicamente precisos de los cultivares para sus publicaciones.
Bertha Heiges fue una de los más de 50 ilustradores botánicos contratados en este período, formaba parte del equipo de artistas de la división de Pomología.
La obra de Bertha Heiges para el USDA cubrió una amplia gama de frutas, incluidas manzanas, peras, ciruelas, duraznos, naranjas, caquis, fresas y grosellas.
Gran parte del trabajo de Bertha Heiges se conserva actualmente en la Pomological Watercolor Collection del Departamento de Agricultura de los Estados Unidos (USDA), dentro de las Colecciones Especiales de la Biblioteca Nacional de Agricultura en la que varias impresiones de su trabajo se exhiben permanente en la sala de lectura principal.